# Ri Chang-ho
Ri Chang-ho (ur. 4 stycznia 1990) – północnokoreański piłkarz występujący na pozycji obrońcy.

## Kariera
Ri Chang-ho na początku swojej kariery związany był z północnokoreańskim klubem Rimyongsu. W 2015 roku wystąpił w rozgrywkach Pucharu Prezydenta AFC. W 2014 roku zadebiutował w reprezentacji Korei Północnej. Został powołany do kadry na Puchar Azji w Piłce Nożnej 2015, ale nie wystąpił w żadnym z trzech meczów. Od 2018 roku jest zawodnikiem Hwaebul.